# Malabar (région)
Pour les articles homonymes, voir Malabar.
La région de Malabar est une région de l'Inde du Sud située entre les Ghats occidentaux et la mer d'Arabie. Son nom est censé dériver des mots Malayalam mala (colline) et vaaram (région). Le district de Malabar était une partie de la compagnie britannique des Indes orientales.
Elle inclut la partie nord de l'État du Kerala et quelques régions côtières du Karnataka. La religion principale est l'hindouisme mais la partie nord du Kerala abrite la plus grande partie des musulmans de l'État, ainsi qu'une minorité de chrétiens.
Le nom de Malabar est parfois étendu à l'ensemble de la côte Sud-Ouest du pays. Il est également employé par les écologistes pour désigner les  forêts décidues humides tropicales et subtropicales de cette même région.
Dans les temps anciens, le mot Malabar était employé pour désigner toute la côte, il ne désigne aujourd'hui que la partie nord correspondant aux districts septentrionaux du Kerala. Sa principale ville est Kozhikode.

## Source de la traduction
- (en) Cet article est partiellement ou en totalité issu de l’article de Wikipédia en anglais intitulé « Malabar region » (voir la liste des auteurs).